# Jakob Samuelsson (friidrottare)
Jakob Samuelsson, född 19 februari 1998, är en svensk friidrottare som tävlar i spjutkastning.

## Karriär
Samuelsson har tre SM-guld (2022, 2023 och 2025) och två SM-silver (2020 och 2021) i spjutkastning. I maj 2023 kastade han 80,26 meter i Sollentuna, vilket placerade honom på en nionde plats i Sverige genom tiderna.